# Futbol'nyj Klub Ural 2014-2015
Questa voce raccoglie le informazioni riguardanti il Futbol'nyj Klub Ural nelle competizioni ufficiali della stagione 2014-2015.

## Stagione
La squadra concluse il campionato in tredicesima posizione, ottenendo la salvezza solo dopo i play-out contro il Tom' Tomsk.

## Maglie
| Manica sinistra · Maglietta · Manica destra · Pantaloncini · Calzettoni | Manica sinistra · Maglietta · Manica destra · Pantaloncini · Calzettoni |

## Rosa
| N. |                    | Ruolo | Calciatore             |
| -- | ------------------ | ----- | ---------------------- |
| 2  | Russia (bandiera)  | D     | Vladimir Khozin        |
| 3  | Zambia (bandiera)  | C     | Chisamba Lungu         |
| 5  | Russia (bandiera)  | C     | Roman Emeljanov        |
| 7  | Russia (bandiera)  | D     | Aleksandr Dancev       |
| 8  | Russia (bandiera)  | C     | Ivan Chudin            |
| 9  | Russia (bandiera)  | A     | Spartak Gogniev        |
| 10 | Armenia (bandiera) | C     | Ēdgar Manowčaryan      |
| 12 | Russia (bandiera)  | D     | Aleksandr Novikov      |
| 14 | Russia (bandiera)  | C     | Vyacheslav Podberezkin |
| 16 | Russia (bandiera)  | A     | Arsen Gošokov          |
| 17 | Russia (bandiera)  | A     | Andrej Gorbanec        |
| 18 | Russia (bandiera)  | C     | Georgi Nurov           |
| 20 | Russia (bandiera)  | C     | Igor Lambarschi        |
| 21 | Cile (bandiera)    | C     | Gerson Acevedo         |

| N. |                      | Ruolo | Calciatore           |
| -- | -------------------- | ----- | -------------------- |
| 25 | Russia (bandiera)    | A     | Aleksandr Stavpec    |
| 28 | Russia (bandiera)    | P     | Nikolay Zabolotnyi   |
| 29 | Argentina (bandiera) | C     | Pablo Fontanello     |
| 33 | Russia (bandiera)    | P     | Igor' Kot            |
| 34 | Russia (bandiera)    | A     | Denis Dorožkin       |
| 35 | Russia (bandiera)    | P     | Dmitrij Arapov       |
| 41 | Russia (bandiera)    | C     | Aleksandr Sapeta     |
| 50 | Russia (bandiera)    | D     | Nikolaj Markov       |
| 57 | Russia (bandiera)    | C     | Artëm Fidler         |
| 63 | Russia (bandiera)    | D     | Aleksandr Belozerov  |
| 88 | Russia (bandiera)    | D     | Aleksej Gerasimov    |
| 89 | Russia (bandiera)    | C     | Aleksandr Erochin    |
| 90 | Russia (bandiera)    | A     | Fëdor Smolov         |
| 99 | Ucraina (bandiera)   | C     | Kostjantyn Jarošenko |

## Risultati

### Prem'er-Liga
| Ekaterinburg 2 agosto 2014, ore 16:30 1ª giornata | Ural | 2 – 3 referto | Mordovija | Stadio Centrale (9 800 spett.) |

| Ekaterinburg 10 agosto 2014, ore 16:30 2ª giornata | Ural | 1 – 1 referto | Krasnodar | Stadio Centrale (8 200 spett.) |

| Ekaterinburg 13 agosto 2014, ore 17:30 3ª giornata | Ural | 1 – 2 referto | Zenit San Pietroburgo | Stadio Centrale (19 500 spett.) |

| Ekaterinburg 16 agosto 2014, ore 17:00 4ª giornata | Ural | 0 – 2 referto | Torpedo Mosca | Stadio Centrale (8 300 spett.) |

| Chimki 24 agosto 2014, ore 13:30 5ª giornata | Dinamo Mosca | 2 – 0 referto | Ural | Arena Chimki (6 111 spett.) |

| Ekaterinburg 29 agosto 2014, ore 18:00 6ª giornata | Ural | 0 – 1 referto | Terek Groznyj | Stadio Centrale (7 840 spett.) |

| Perm' 15 settembre 2014, ore 17:00 7ª giornata | Amkar Perm' | 2 – 1 referto | Ural | Stadio Zvezda (8 300 spett.) |

| Ufa 20 settembre 2014, ore 12:00 8ª giornata | Ufa | 0 – 1 referto | Ural | Stadio Dinamo (4 400 spett.) |

| Ekaterinburg 27 settembre 2014, ore 13:30 9ª giornata | Ural | 3 – 4 referto | CSKA Mosca | Stadio Centrale (12 200 spett.) |

| Ekaterinburg 19 ottobre 2014, ore 13:30 10ª giornata | Ural | 2 – 0 referto | Spartak Mosca | Stadio Centrale (9 600 spett.) |

| Ekaterinburg 24 ottobre 2014, ore 17:00 11ª giornata | Ural | 1 – 0 referto | Arsenal Tula | Arena Ural (2 100 spett.) |

| Rostov sul Don 31 ottobre 2014, ore 19:00 12ª giornata | Rostov | 1 – 0 referto | Ural | Stadio Olimp-2 (5 100 spett.) |

| Ekaterinburg 7 novembre 2014, ore 17:00 13ª giornata | Ural | 0 – 1 referto | Kuban' | Stadio Centrale (3 100 spett.) |

| Ekaterinburg 22 novembre 2014, ore 12:00 14ª giornata | Ural | 1 – 3 referto | Rubin | Stadio Centrale (4 200 spett.) |

| Tula 29 novembre 2014, ore 13:30 15ª giornata | Arsenal Tula | 1 – 2 referto | Ural | Stadio Arsenal (7 500 spett.) |

| Mosca 3 dicembre 2014, ore 19:00 16ª giornata | Lokomotiv Mosca | 1 – 0 referto | Ural | Stadio Lokomotiv (3 120 spett.) |

| Mosca 8 dicembre 2014, ore 20:00 17ª giornata | Spartak Mosca | 2 – 0 referto | Ural | Otkrytie Arena (12 214 spett.) |

| San Pietroburgo 7 marzo 2015, ore 19:00 18ª giornata | Zenit San Pietroburgo | 3 – 0 referto | Ural | Stadio Petrovskij (17 606 spett.) |

| Krasnodar 13 marzo 2015, ore 19:00 19ª giornata | Krasnodar | 1 – 1 referto | Ural | Stadio Kuban' (5 800 spett.) |

| Ekaterinburg 21 marzo 2015, ore 12:00 20ª giornata | Ural | 1 – 0 referto | Amkar Perm' | Arena Ural (2 980 spett.) |

| Ekaterinburg 5 aprile 2015, ore 15:45 21ª giornata | Ural | 0 – 1 referto | Rostov | Arena Ural (2 840 spett.) |

| Krasnodar 8 aprile 2015, ore 19:00 22ª giornata | Kuban' | 0 – 2 referto | Ural | Stadio Kuban' (6 041 spett.) |

| Tjumen' 13 aprile 2015, ore 15:00 23ª giornata | Ural | 2 – 0 referto | Lokomotiv Mosca | Stadio Geolog (6 000 spett.) |

| Kazan' 18 aprile 2015, ore 19:00 24ª giornata | Rubin | 2 – 1 referto | Ural | Stadio Rubin (3 147 spett.) |

| Saransk 24 aprile 2015, ore 19:00 25ª giornata | Mordovija | 2 – 1 referto | Ural | Start Stadion (4 388 spett.) |

| Chimki 4 maggio 2015, ore 18:00 26ª giornata | CSKA Mosca | 3 – 1 referto | Ural | Arena Chimki (5 000 spett.) |

| Tjumen' 8 maggio 2015, ore 16:30 27ª giornata | Ural | 1 – 1 referto | Ufa | Stadio Geolog (1 500 spett.) |

| Tjumen' 18 maggio 2015, ore 17:00 28ª giornata | Ural | 2 – 1 referto | Dinamo Mosca | Stadio Geolog (8 000 spett.) |

| Mosca 23 maggio 2015, ore 15:30 29ª giornata | Torpedo Mosca | 3 – 1 referto | Ural | Stadio Ėduard Strel'cov (30 Москва Стадион им. Э. Стрельцова spett.) |

| Groznyj 30 maggio 2015, ore 13:30 30ª giornata | Terek Groznyj | 1 – 3 referto | Ural | Stadion imeni Achmat-Chadži Kadyrova (11 274 spett.) |

#### Play-out
| Tomsk 3 giugno 2015, ore 19:00 Play-out - andata | Tom' Tomsk | 0 – 1 referto | Ural | Trud Stadium (5 519 spett.) |

| Tjumen' 7 giugno 2015, ore 17:00 Play-out - ritorno | Ural | 0 – 0 referto | Tom' Tomsk | Stadio Geolog (00 Тюмень Стадион «Геолог» spett.) |

### Coppa di Russia
| Samara 24 settembre 2014, ore 19:00 Sedicesimi di finale | Kryl'ja Sovetov Samara | 3 – 1 referto | Ural | Stadio Metallurg (5 670 spett.) |